# Jurij Gołowszczikow
Jurij Gołowszczikow (ros. Юрий Головщиков, ur. 10 lipca 1963 w Leningradzie) – radziecki skoczek narciarski. Najlepsze wyniki w Pucharze Świata osiągnął w sezonie 1988/1989, kiedy zajął 60. miejsce w klasyfikacji generalnej.
Startował na igrzyskach olimpijskich w Sarajewie, mistrzostwach świata w Seefeld in Tirol oraz mistrzostwach świata w lotach w Vikersund, ale bez sukcesów.

## Puchar Świata

### Miejsca w klasyfikacji generalnej
- sezon 1983/1984: 77.
- sezon 1988/1989: 60.

## Igrzyska Olimpijskie
- Indywidualnie
  - 1984 Sarajewo (YUG) – 39. miejsce (duża skocznia), 49. miejsce (normalna skocznia)

## Mistrzostwa Świata w lotach
- Indywidualnie
  - 1990 Vikersund (NOR) – 37. miejsce

## Mistrzostwa Świata
- Indywidualnie
  - 1985 Seefeld (AUT) – 45. miejsce (normalna skocznia)